# 142. vestlige længdekreds
Den 142. vestlige længdekreds (eller 142 grader vestlig længde) er en længdekreds, der ligger 142 grader vest for nulmeridianen. Den løber gennem Ishavet, Nordamerika, Stillehavet, det Sydlige Ishav og Antarktis.